# Megachile eulaliae
Megachile eulaliae är en biart som beskrevs av Cockerell 1917. Megachile eulaliae ingår i släktet tapetserarbin, och familjen buksamlarbin. Inga underarter finns listade i Catalogue of Life.